# In guerra per amore
In guerra per amore è un film del 2016 diretto e interpretato da Pif.

## Trama
New York, 1943. Arturo Giammarresi è un palermitano emigrato in America. È innamorato, corrisposto, di Flora Guarneri, la nipote di Alfredo, cioè il proprietario del ristorante dove Arturo lavora come cameriere.
Arturo, però, apprende che Flora è già stata promessa dallo zio Alfredo a Carmelo, figlio del boss mafioso Don Tano, il braccio destro di Lucky Luciano. Flora suggerisce ad Arturo di chiedere la mano direttamente al padre, l'unico in grado di opporsi alla volontà dello zio: il padre però si trova in Sicilia. Arturo accetta la proposta, e per suggellarla si fa un autoscatto con Flora sullo sfondo del ponte di Brooklyn, per portare la fotografia con sé in Sicilia e mostrarla al padre di Flora.
Arturo in un bar chiede un bicchiere di "water", ma lo pronuncia “war” (cosa che gli fece fare una brutta figura in precedenza al ristorante), in presenza di un ufficiale dell'esercito che, incuriosito, gli chiede se sia un siciliano, consigliandogli di arruolarsi perché stanno proprio cercando dei siciliani in vista dello sbarco nell'isola. Arturo si arruola, ma, vista la sua inettitudine, è relegato a gestire gli asini da soma.
Nel frattempo, in Sicilia, i due truffatori Saro Cupane e Mimmo Passalacqua, uno cieco e l'altro zoppo, in vedetta sulle falesie della costa, osservano lo sbarco degli americani e tentano di avvisare del pericolo gli abitanti del vicino paese di Crisafullo. Gli americani bombardano le case dei civili, procurando morti e distruzione. Completato lo sbarco, avviene il primo contatto coi mafiosi del paese. Don Calò, il boss che ha potere su Crisafullo, assicura al comandante Vincent Maone che in breve tempo tutti i militari si arrenderanno, e che il paese accoglierà festosamente gli americani liberatori.
Così avviene, e il comandante Maone resta quindi in attesa della lista di mafiosi da liberare vista la preziosa collaborazione prestata, e che dev'essere consegnata da un agente OSS appositamente paracadutato: il tenente Philip Catelli. Egli però, durante il lancio, è caduto sul letto di una ragazza, e il padre di questa, infuriato, imprigiona il tenente nel suo casolare. Il generale Patton ordina allora che il soldato col ruolo più inutile venga mandato a salvare Catelli. Così Arturo viene chiamato in servizio, legato a un cavo assieme a un asinello, e trasportato verso Crisafullo. La gente del paese vede quindi, con grande meraviglia, un asino che vola: Arturo viene lanciato, assieme all'asino, presso il casolare dove è stato catturato il tenente Catelli. Sfortuna vuole che anch'egli cada nel letto della ragazza illibata, ed è quindi a sua volta catturato dal padre ancora più infuriato. Condivide la prigionia col tenente Catelli fino alla loro liberazione ad opera di Maone.
Nel frattempo, a New York, Don Tano architetta col figlio Carmelo l'uccisione di Arturo, e fa recapitare a Don Calò una lettera con le indicazioni anagrafiche del caso. Flora, che aspetta solamente il ritorno di Arturo dalla Sicilia, trova dei modi per ritardare il matrimonio con Carmelo.
Arturo nel frattempo cerca inutilmente il padre di Flora, di cui sa solo che vive a Crisafullo; si prestano ad aiutarlo Saro e Mimmo, che grazie ad Arturo evitano la fucilazione essendo stati sorpresi a rubare un paio di scarpe a un soldato americano morto. Condanna di fucilazione che appare incomprensibile anche al tenente Catelli, stante che il suo capo Maone, essendo ormai in possesso della lista dei mafiosi predisposta da Lucky Luciano, libera assassini, estorsori e ladri.
Arturo è diventato amico di Catelli di cui ammira lealtà e coraggio nel denunciare a Maone che stanno liberando delinquenti, ricevendo in prestito dal tenente la giacca da ufficiale in modo da fare una buona impressione ai genitori di Flora. Ciò favorisce Arturo, che, mostrando la fotografia con Flora sotto il Ponte di Brooklyn, ottiene il consenso alle nozze, ma danneggia Catelli che, avendo preso il posto di Arturo, viene scambiato per lui e ucciso per ordine di Don Calò, mentre falsi testimoni dichiarano che sono stati i tedeschi. Ma ormai i mafiosi sono prossimi al potere e Don Calò viene nominato sindaco sotto l'egida di un partito politico da poco fondato: la Democrazia Cristiana.
Ispirandosi ad Arturo, Mimmo si dichiara a Saro, ma entrambi ritengono che, onde evitare problemi con la società del tempo, sia meglio continuare ad essere amici e coinquilini.
In tutta la Sicilia, l'alleanza tra soldati americani e mafiosi porta affari lucrosi. Il boss Calogero Vizzini viene eletto sindaco di Villalba, mentre il futuro mafioso e politico della Democrazia Cristiana Vito Ciancimino inizia a lavorare nel comune di Palermo. A curare gli interessi finanziari tra soldati americani e siciliani, tenendo conto anche degli interessi della mafia, è il banchiere Michele Sindona, futuro 'banchiere di Cosa nostra'.
Arturo torna negli Stati Uniti portando con sé la lettera di denuncia delle collusioni con la mafia che Catelli aveva indirizzato al presidente Franklin Delano Roosevelt. La consegna personalmente al posto di guardia della Casa Bianca, e si siede su una panchina ad aspettare fiducioso la reazione del presidente, che però non lo manda a chiamare.
Intanto, Flora riceve una lettera da Arturo, avvisandola che si possono sposare ma lui è a Washington. Flora, che è in procinto di sposarsi con Carmelo, fugge di casa e raggiunge Arturo a Washington.

## Produzione
Il film è stato girato principalmente ad Erice, con scene alle saline di Trapani, alla Scala dei Turchi nei pressi di Realmonte e alle grotte di Scurati nei pressi di Custonaci.

## Distribuzione
Il film è stato presentato in anteprima alla Festa del Cinema di Roma 2016, alla quale è seguita una seconda anteprima a Napoli il 25 ottobre presso il cinema Metropolitan, ed è stato distribuito nelle sale italiane dalla 01 Distribution a partire dal 27 ottobre 2016.

## Riconoscimenti
- 2017 - David di Donatello
  - David Giovani a Pierfrancesco Diliberto
  - Candidatura per la migliore sceneggiatura originale a Michele Astori, Pierfrancesco Diliberto e Marco Martani
  - Candidatura per il miglior scenografo a Marcello Di Carlo
  - Candidatura per il miglior costumista a Cristiana Ricceri
  - Candidatura per il miglior truccatore a Maurizio Fazzini
  - Candidatura per il miglior acconciatore a Massimiliano Gelo
  - Candidatura per i migliori effetti speciali visivi a Chromatica
- 2017 – Globo d'oro
  - Candidatura per la miglior fotografia a Daniele Ciprì
  - Candidatura per la miglior commedia a Pierfrancesco Diliberto